# Abraxas dzungarica
Abraxas dzungarica är en fjärilsart som beskrevs av Eugen Wehrli 1939. Abraxas dzungarica ingår i släktet Abraxas och familjen mätare. Inga underarter finns listade i Catalogue of Life.